# Adlai Ewing Stevenson senior

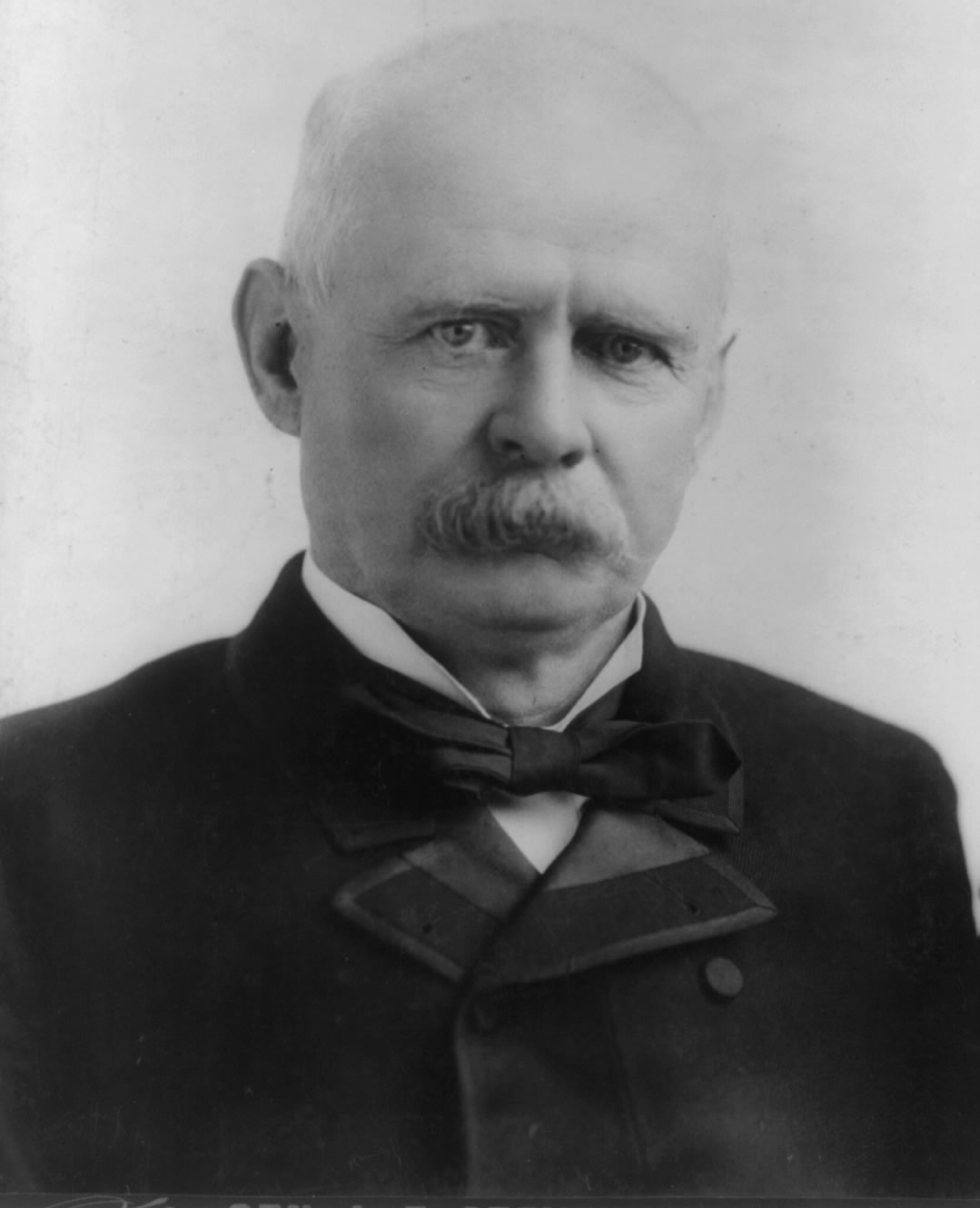
Adlai Ewing Stevenson

Adlai Ewing Stevenson Sr. (* 23. Oktober 1835 im Christian County, Kentucky; † 14. Juni 1914 in Chicago, Illinois) war ein US-amerikanischer Politiker der Demokraten. Er amtierte von 1893 bis 1897 als der 23. Vizepräsident der Vereinigten Staaten unter Präsident Grover Cleveland.

## Leben
Stevensons Familie waren aus Nordirland stammende Presbyterianer. Er kam auf der elterlichen Farm im Christian County zur Welt. Im Jahr 1852 zog Stevenson mit seinen Eltern nach Bloomington in Illinois, nachdem Frost die Tabakernte vernichtet und der Vater ihre Sklaven freigelassen hatte. Stevenson arbeitete in der Sägemühle des Vaters und als Lehrer, um sich ein Studium finanzieren zu können. Er besuchte die Illinois Wesleyan University sowie später das Centre College in Danville (Kentucky). Dort lernte er seine spätere Frau, Letitia Green, kennen, die Tochter des Rektor war. Da ihre Eltern ihn nicht als standesgemäße Partie für ihre Tochter betrachteten, kam es erst im Jahr 1866 zur Heirat. Nach dem Collegebesuch in Danville studierte er Rechtswissenschaften, wurde 1858 in die Anwaltskammer aufgenommen und begann in Metamora zu praktizieren.
Bei der Präsidentschaftswahl von 1864 gehörte er für die Demokraten dem Electoral College an. In der Folge war er von 1865 bis 1868 Bezirksstaatsanwalt; schließlich zog er am 4. März 1875 für Illinois ins Repräsentantenhaus der Vereinigten Staaten ein, wo er zunächst bis zum 3. März 1877 verblieb. Er unterlag beim Wiederwahlversuch, kehrte aber am 4. März 1879 für zwei weitere Jahre in den Kongress zurück, ehe er eine erneute Niederlage hinnehmen musste.
Von 1885 bis 1889, während der ersten Amtszeit von Präsident Cleveland, übte er das Amt des stellvertretenden Postministers aus. Nachdem der zwischenzeitlich von Benjamin Harrison abgelöste Cleveland die Präsidentschaftswahl von 1892 für sich entschieden hatte, wurde Stevenson sein Vizepräsident. 1897 schieden beide gemeinsam aus dem Amt. An der Seite von William Jennings Bryan bewarb sich Stevenson 1900 erneut um die Vizepräsidentschaft; sie unterlagen jedoch dem republikanischen Amtsinhaber William McKinley und seinem Running Mate Theodore Roosevelt. 1908 war Stevenson dann noch demokratischer Kandidat für das Amt des Gouverneurs von Illinois, wobei er knapp gegen den Republikaner Charles S. Deneen verlor. Daraufhin zog er sich nach Bloomington in den Ruhestand zurück.
Verheiratet war Stevenson mit Letitia Green. Das Paar hatte drei Töchter und den Sohn Lewis (1868–1929; Secretary of State in Illinois 1914–1917), der dann Vater des zweimaligen demokratischen Präsidentschaftskandidaten Adlai Stevenson wurde. Der Schauspieler McLean Stevenson war ein Vetter. Sein Urenkel Adlai Ewing Stevenson III wurde ebenfalls Politiker und saß für Illinois im US-Senat, dessen Sohn Adlai Stevenson IV (geboren 1956) in den 1980er Jahren Fernsehjournalist wurde. Adlai Stevenson war auch ein Cousin des Kongressabgeordneten Sydenham Benoni Alexander.